# Луїсвілл (Нью-Йорк)
Луїсвілл (англ. Louisville) — місто (англ. town) в США, в окрузі Сент-Лоуренс штату Нью-Йорк. Населення — 3050 осіб (2020).

## Демографія
Згідно з переписом 2010 року, у місті мешкало 3145 осіб у 1345 домогосподарствах у складі 897 родин. Було 1503 помешкання
Расовий склад населення:
| - 96,7 % — білих - 1,4 % — корінних американців - 0,8 % — азіатів - 0,2 % — чорних або афроамериканців |

До двох чи більше рас належало 0,8 %. Частка іспаномовних становила 1,1 % від усіх жителів.
За віковим діапазоном населення розподілялося таким чином: 22,5 % — особи молодші 18 років, 61,0 % — особи у віці 18—64 років, 16,5 % — особи у віці 65 років та старші. Медіана віку мешканця становила 44,3 року. На 100 осіб жіночої статі у місті припадало 93,2 чоловіків;  на 100 жінок у віці від 18 років та старших — 96,1 чоловіків також старших 18 років.
Середній дохід на одне домашнє господарство  становив 77 489 доларів США (медіана — 65 204), а середній дохід на одну сім'ю — 87 789 доларів (медіана — 81 190). Медіана доходів становила 60 192 долари для чоловіків та 36 290 доларів для жінок. За межею бідності перебувало 6,4 % осіб, у тому числі 2,0 % дітей у віці до 18 років та 4,3 % осіб у віці 65 років та старших.
Цивільне працевлаштоване населення становило 1343 особи. Основні галузі зайнятості: освіта, охорона здоров'я та соціальна допомога — 26,5 %, роздрібна торгівля — 15,3 %, публічна адміністрація — 9,3 %, мистецтво, розваги та відпочинок — 9,2 %.